# Literna fusca
Literna fusca är en insektsart som beskrevs av Victor Lallemand 1942. Literna fusca ingår i släktet Literna och familjen spottstritar. Inga underarter finns listade i Catalogue of Life.